# Mike Portnoy
Michael Stephen Portnoy, född 20 april 1967 i Long Beach, New York, är en amerikansk trummis mest känd som grundare av progressive metal-bandet Dream Theater. Han var medlem i bandet från 1985 (då bandet gick under namnet "Majesty") till 2010. 2023 blev han medlem i Dream Theater igen.

## Historia
Efter att ha spelat i lokala band under några år började Portnoy studera vid musikskolan Berklee College of Music, där han träffade John Petrucci och John Myung och grundade bandet Majesty, senare känt som Dream Theater. Portnoy har även medverkat i sidoprojekt såsom Liquid Tension Experiment, Transatlantic och O.S.I.. Han är nykter alkoholist, och har skrivit flera låtar om sitt tidigare missbruk. Låtarna "The Glass Prison", "This Dying Soul", "The Root of All Evil", "Repentance" och "Shattered Fortress" utgör några av de 12 delarna i hans Anonyma Alkoholister-svit. 
Mike Portnoy meddelade den 8 september 2010 att han lämnar Dream Theater, efter att han känt sig vara på väg att bli utbränd.
Portnoy var tillfällig trummis åt Avenged Sevenfold efter Jimmy "The Rev" Sullivans död. Han spelade in trummorna på skivan Nightmare, och var även med på följande turné.
Portnoy spelade även med gruppen Flying Colors (bildad 2012) tillsammans med Casey McPerson, Steve Morse, Neal Morse och Dave LaRue. De har hittills gett ut två skivor: "Flying Colors" och "Second Nature".
I oktober 2023 meddelade Dream Theater att Mike är tillbaka som trummis i DT.

## Influenser
I april 2001-utgåvan av Modern Drummer och på Mike Portnoys webbplats, anger Portnoy Neil Peart, Carl Palmer, Bill Bruford, Terry Bozzio, Billy Cobham, Alan White, Stewart Copeland, Phil Collins, Chester Thompson, Simon Phillips, Nick D'Virgilio, Andy Sturmer, Dave Lombardo, Jon Fishman, Vinnie Colaiuta, Peter Criss, Ringo Starr, Tommy Lee, John Bonham, Lars Ulrich och Keith Moon som sina största influenser.

## Diskografi (urval)
Studioalbum med Dream Theater
- 1989 – When Dream and Day Unite
- 1992 – Images and Words
- 1994 – Awake
- 1995 – A Change of Seasons
- 1997 – Falling Into Infinity
- 1999 – Metropolis Part 2: Scenes from a Memory
- 2002 – Six Degrees of Inner Turbulence
- 2003 – Train of Thought
- 2005 – Octavarium
- 2007 – Systematic Chaos
- 2009 – Black Clouds & Silver Linings

Med Avenged Sevenfold
- 2010 – Nightmare
- 2010 – Welcome to the Family (EP)

Studioalbum med Transatlantic
- 2000 – SMPT:e
- 2001 – Bridge Across Forever
- 2009 – The Whirlwind
- 2014 – Kaleidoscope

Studioalbum med Neal Morse
- 2003 – Testimony
- 2004 – One
- 2005 – ?
- 2006 – Cover to Cover
- 2007 – Sola Scriptura
- 2008 – Lifeline

Studioalbum med OSI
- 2003 – Office of Strategic Influence
- 2006 – Free

Studioalbum med Liquid Tension Experiment
- 1998 – Liquid Tension Experiment
- 1999 – Liquid Tension Experiment 2

Studioalbum med The Winery Dogs
- 2013 – The Winery Dogs